# Javier Navarro
Francisco Javier Vicente Navarro (Valência, 6 de fevereiro de 1974) é um ex-futebolista espanhol, encerrou sua carreira no Sevilla.

## Carreira
Javi Navarro representou a Seleção Espanhola de Futebol, nas Olimpíadas de 1996. 